# Пек Чін Хі
Пек Чін Хі (кор. 백진희, 百眞熙, 8 лютого 1990) — південнокорейська акторка.

## Біографія
Пек Чін Хі народилася 8 лютого 1990 року у столиці Республіки Корея. 
Акторську кар'єру розпочала у 2008 році з епізодичної ролі у серіалі, у наступному році виконала головну роль у незалежному фільмі «Пандобі». Зростанню її популярності сприяла другорядна роль у ситкомі «Сильний удар: Помста коротких ніг». Роль у популярному історичному серіалі «Імператриця Кі» принесла акторці численні нагороди кінофестивалів. Серіал транслювався у багатьох азійських країнах, і Чін Хі стала впізнаваною за межами батьківщини. У 2015 році виконала головну роль у популярному серіалі вихідного дня «Моя донька Ким Са Воль», рейтинг якого у національному ефірі перевищив 30%.
У кінці 2018 року Чін Хі знімалася у романтично-комедійному серіалі «Почувайся добре, щоб померти». Хоча серіал і не набрав високих рейтингів, але акторська гра Чін Хі принесла її чергову нагороду за майстерність.

## Фільмографія

### Телевізійні серіали
| Рік  | Назва                                      | Роль              | Мережа |
| ---- | ------------------------------------------ | ----------------- | ------ |
| 2008 | «Злочин» (2 сезон)                         |                   | Dramax |
| 2009 | «Кохаю тебе тисячу разів»                  | Ко Ин Чон         | SBS    |
| 2010 | «Таємний квітковий сад» (спеціальна драма) | Пак Йо Чжін       | KBS2   |
| 2011 | «Шоу волосся» (спеціальна драма)           | Лі Йон Вон        | KBS2   |
| 2011 | «Сильний удар: Помста коротких ніг»        | Пек Чін Хі        | MBC    |
| 2012 | «Чон У Чхі»                                | Лі Хьо Рьон       | KBS2   |
| 2013 | «Горщики золота»                           | Чан Мон Хьон      | MBC    |
| 2013 | «Імператриця Кі»                           | Танаширі          | MBC    |
| 2014 | «Трикутник»                                | О Чон Хі          | MBC    |
| 2014 | «Гордість і упередження»                   | Хан Йоль Му       | MBC    |
| 2015 | «Моя донька Ким Са Воль»                   | Ким Са Воль       | MBC    |
| 2017 | «Відсутній 9»                              | Ра Бон Хі         | MBC    |
| 2017 | «Жонглери»                                 | Чва Юн Ї          | KBS2   |
| 2018 | «Їжте 3»                                   | Лі Чі У           | tvN    |
| 2018 | «Почувайся добре, щоб померти»             | Лі Ру Да          | KBS2   |
| 2019 | «Мої співгромадяни!»                       | (камео, 14 серія) | KBS2   |
| 2022 | «Вихід після завіси»                       | (камео, 9 серія)  | KBS2   |

### Фільми
| Рік  | Назва                                | Роль                    |
| ---- | ------------------------------------ | ----------------------- |
| 2009 | «Гола кухня»                         | студентка з парасолькою |
| 2009 | «Пандобі»                            | Мін Со                  |
| 2009 | «Пропавша людина»                    | Дайо                    |
| 2010 | «Акустичний»                         | Чін Хі                  |
| 2010 | «Лисячий фестиваль»                  | Ча Хьо                  |
| 2012 | «Хо Я (вісімнадцять, дев'ятнадцять)» | Со Я                    |
| 2013 | «Пристрасне прощання»                | Анна                    |
| 2013 | «Історії жахів 2» (сегмент «Аварія») | Кан Чі Ин               |

### Кліпи
- Station (Лі Сок Хун з SG Wannabe[en], 2010 рік)
- One, Two, Three, Four (The One[en], 2014 рік)

## Нагороди
| Рік  | Нагорода                          | Категорія                                               | Робота                                     | Результат | Прим.  |
| ---- | --------------------------------- | ------------------------------------------------------- | ------------------------------------------ | --------- | ------ |
| 2009 | Премія журналу Cine21             | Нова акторка року                                       | «Пандобі»                                  | Перемога  | [ 6 ]  |
| 2010 | 46-та Премія мистецтв Пексан      | Краща нова акторка                                      | «Пандобі»                                  | Номінація |        |
| 2011 | 48-ма Премія Великий дзвін        | Краща нова акторка                                      | «Лисячий фестиваль»                        | Номінація |        |
| 2011 | 32-га Кінопремія Блакитний дракон | Краща нова акторка                                      | «Лисячий фестиваль»                        | Номінація |        |
| 2011 | Премія розваг MBC                 | Нагорода за популярність у Сіткомі / комедії            | «Сильний удар: Помста коротких ніг»        | Перемога  | [ 7 ]  |
| 2011 | 25-та Премія KBS драма            | Краща акторка в одноактній / Спеціальні / Короткі драмі | «Шоу волосся»                              | Номінація |        |
| 2013 | 7-ма Премія Mnet 20's Choice      | 20-ка бурхливих зірок (жінки)                           | «Чон У Чхі», «Горщики золота»              | Номінація |        |
| 2013 | Премія MBC драма                  | Краща нова акторка                                      | «Імператриця Кі»                           | Перемога  | [ 8 ]  |
| 2014 | 50-та Премія мистецтв Пексан      | Краща нова акторка телебачення                          | «Імператриця Кі»                           | Перемога  | [ 9 ]  |
| 2014 | 7-ма Премія корейської драми      | Нагорода за майстерність (акторки)                      | «Імператриця Кі»                           | Номінація |        |
| 2014 | 3-я Премія «Зірок МААТР»          | Краща акторка другого плану                             | «Імператриця Кі»                           | Номінація |        |
| 2014 | Премія MBC драма                  | Нагорода за майстерність (акторка спеціальної драми)    | «Гордість і упередження», «Трикутник»      | Перемога  | [ 10 ] |
| 2015 | Премія MBC драма                  | Нагорода за майстерність (акторка спеціальної драми)    | «Моя донька Ким Са Воль»                   | Номінація |        |
| 2015 | Премія MBC драма                  | Топ-10 зірок                                            | «Моя донька Ким Са Воль»                   | Перемога  | [ 11 ] |
| 2016 | 9-та Премія корейської драми      | Нагорода за високу майстерність (акторки)               | «Моя донька Ким Са Воль»                   | Перемога  | [ 12 ] |
| 2018 | 32-га Премія KBS драма            | Нагорода за майстерність (акторка мінісеріалу)          | «Жонглери», «Почувайся добре, щоб померти» | Перемога  | [ 13 ] |
| 2018 | 32-га Премія KBS драма            | Краща пара разом з Даніелем Чхве                        | «Жонглери»                                 | Перемога  | [ 13 ] |